# East Carbon (Utah)
East Carbon es una ciudad del condado de Carbon, estado de Utah, Estados Unidos. En el censo de 2010, tenía una población de 1.301 habitantes. Tiene una población estimada, en 2019, de 1.584 habitantes.
East Carbon fue constituida el 23 de julio de 1973 a partir de la unión de las dos ciudades mineras de Dragerton y Columbia. El 1.° de enero de 2014 la ciudad se fusionó con la localidad vecina de Sunnyside, con el nombre temporario de East Carbon-Sunnyside. El 1.° de enero de 2016 las dos ciudades adoptaron oficialmente el nombre de East Carbon.

## Geografía
East Carbon se encuentra en las coordenadas 38°32′33″N 110°25′8″O / 38.54250, -110.41889.
Según la oficina del censo de Estados Unidos, la ciudad tiene una superficie total de 23,2 km². De los cuales 23,1 km² son tierra y un 0.11% está cubierto de agua.

## Demografía
Según el censo de 2000, había 1.393 habitantes, 562 casas y 384 familias residían en la ciudad. La densidad de población era 60,2 habitantes/km². Había 734 unidades de alojamiento con una densidad media de 31,7 unidades/km².
La máscara racial de la ciudad era 81,12% blanco, 0,14% afroamericano, 0,65% indio americano, 0,14% asiático, 15,65% de otras razas y 2,30% de dos o más razas. Los hispanos o latinos de cualquier raza eran el 20,82% de la población.
Había 562 casas, de las cuales el 29,4% tenía niños menores de 18 años, el 50,7% eran matrimonios, el 13,3% tenía un cabeza de familia femenino sin marido, y el 31,5% no eran familia. El 27,4% de todas las casas tenían un único residente y el 16,9% tenía sólo residentes mayores de 65 años. El promedio de habitantes por hogar era de 2,48 y el tamaño medio de familia era de 3,01.
El 26,2% de los residentes era menor de 18 años, el 7,1% tenía edades entre los 18 y 24 años, el 23,0% entre los 25 y 44, el 24,3% entre los 45 y 64, y el 19,5% tenía 65 años o más. La media de edad era 41 años. Por cada 100 mujeres había 92,1 hombres. Por cada 100 mujeres de 18 años o más, había 89,3 hombres.
El ingreso medio por casa en la ciudad era de 25.313$, y el ingreso medio para una familia era de 31.019$. Los hombres tenían un ingreso medio de 31.667$ contra 21.912$ de las mujeres. Los ingresos per cápita para la ciudad eran de 14.093$. Aproximadamente el 11,7% de las familias y el 16,9% de la población estaban por debajo del nivel de pobreza, incluyendo el 18,6% de menores de 18 años y el 8,2% de mayores de 65.